# Domenico II Contarini
Domenico II Contarini (Venezia, 28 gennaio 1585 – Venezia, 26 gennaio 1675) è stato il 104º doge della Repubblica di Venezia dal 16 ottobre 1659 fino alla sua morte.

## Gioventù
Si sa per certo che in gioventù studiò ed ebbe un'accurata istruzione anche se poi la utilizzò assai poco nel "cursus honorum". La sua vita pubblica infatti per alcuni aspetti fu "scialba"; il fratello Angelo, scapolo e per questo designato dalla famiglia a carriera assai prestigiosa, infatti ricoprì tutti gli incarichi più prestigiosi, lasciando a Domenico posti meno importanti.
A parziale compenso, lui poté sposare Paolina Tron, nel 1607, da cui ebbe un figlio, Giulio (1611-1676), futuro procuratore di S. Marco, e ben cinque figlie (Chiara, Maddalena, Laura e altre due, diventate suore).

## Vita politica
Condusse una vita privata tranquilla e rilassata ma non rinunciò però a frequentare gli ambienti di governo, dove sperava sempre di procacciare favori per il fratello, astro nascente della politica veneziana. Ascoltava attentamente, si faceva numerosi amici, raccomandava il fratello Angelo a tutti.
Visse senza prender alcuna parte la vicenda Corner–Zeno del 1627 – 1628, lo scontro tra la famiglia Corner, che cercava di creare un blocco di potere attorno a sé in modo tale da influenzare la vita della repubblica veneziana, e Renier Zeno, uno dei capi del Consiglio dei Dieci, deciso ad impedirlo. Il Contarini disapprovò entrambe le parti, scrivendo dei Corner come persone incapaci di prendere davvero il potere e dello Zeno come persona sovvertitrice e pericolosa per lo stato con le sue idee innovative.
Accettò senza protestare il ruolo subalterno cui era stato destinato sin dall'infanzia, visto che si narra che piuttosto che farsi eleggere preferisse frequentare il Senato dove poteva distribuire favori e chiedere aiuti per il fratello, sempre bisognoso di nuovi alleati. Nonostante questo tono dimesso, la sua vita pubblica non era però proprio inesistente: venne eletto nel Consiglio dei X, alcune volte Savio del Consiglio, nel marzo 1655 figurava come vice–doge nell'elezione che porterà alla vittoria Carlo Contarini.
Nel frattempo le ambizioni della famiglia, giunte al culmine con la fallita candidatura di Angelo al dogato nel 1646, parevano spegnersi con la morte di questo (1657). Domenico aveva più di settant'anni e nessuna grossa carriera alle spalle per poter ambire a cariche molto importanti, mentre il figlio Giulio era ancora troppo giovane per poterle raggiungere. Pareva che il lavoro di un'intera generazione fosse andato sprecato.

## Elezione a Doge
Vedovo, ritiratosi in Val Nogaredo, il Contarini s'apprestava a passare gli ultimi tempi della sua vita in tranquillità.
Il 30 settembre del 1659 moriva improvvisamente il Doge Giovanni Pesaro e, seppur con pochi candidati, l'equilibrio tra concorrenti e la paura di dover continuare gli scrutini per tanto tempo fece optare i quarantuno elettori dogali ad assegnare ben quaranta voti a lui, praticamente semisconosciuto, al settimo scrutinio (16 ottobre 1659).
La maggior parte dei nobili non approvarono la scelta: la guerra contro i turchi infuriava da quindici anni e si riteneva che per rappresentare la Repubblica Veneta in quel frangente servisse una persona esperta e capace, a differenza del Contarini, vecchio e in pessime condizioni di salute.
Eppure questa scelta probabilmente non fu casuale: il governo veneziano, osservando la dinamica delle elezioni dogali del XVII secolo, pareva preferire far eleggere vecchi che si potessero manovrare e dominare facilmente, piuttosto che giovani politici "rampanti" che, approfittando della debolezza dello stato, fossero tentati di sovvertire l'ordine precostituito imponendo una monarchia.
In ogni caso, considerando la vita media dell'epoca e considerando la sua età avanzata (settantaquattro anni), probabilmente ci s'aspettava che regnasse poco, qualche anno, giusto il tempo per far emergere qualche nome in grado di succedergli; infatti tra il 27 febbraio 1655 (morte del Doge Francesco Da Molin) al 30 settembre 1659 (morte del doge Pesaro) si erano succeduti sul trono dogale ben quattro dogi ed il Contarini era il quinto.
Pur sorpreso, il Contarini accettò molto volentieri la carica. Questa scelta venne accolta con favore anche dal popolo che lo rispettava perché non era mai stato borioso o prepotente. Nonostante dunque la poca celebrità del personaggio il Contarini riuscì a farsi benvolere per tutti i sedici lunghi anni di dogato che ebbero il merito di riportare un po' di stabilità istituzionale nel governo, dopo le numerose successioni dei dogi.
Non fu mai un grande regnante e neppure gliene fu data la possibilità; anzi, ogni sua iniziativa fu prontamente bloccata sul nascere e i consiglieri gli ricordarono, più d'una volta in brusco modo, il suo ruolo di pura e semplice rappresentanza.
Nei primi dieci anni del suo dogato la guerra con i turchi infuriò più terribile che mai: nel 1644 l'impero turco, desideroso d'impossessarsi dell'isola di Creta (Candia), gioiello dell'impero commerciale veneziano, accampando come scusa il fatto che tra le insenature dell'isola trovassero rifugio pirati che colpivano le coste ed i convogli turchi, avevano attaccato a sorpresa impadronendosi della maggior parte delle fortezze dell'isola.
Sin dal 1646, dopo due anni di scontri, la città principale di Candia era stata stretta in assedio, pur non totale, essendo i veneziani ancora padroni dei mari e per questo potendo rifornire la piazzaforte da quel settore: la lotta era rapidamente entrata in una fase di stallo.
Ormai s'era giunti ad una lotta che travalicava ogni odio: tra quelle mura di quella città semidistrutta dalle artiglierie si decideva della sopravvivenza stessa della Repubblica; l'idea che inquietava la dirigenza veneziana era quella d'una possibile penetrazione turca in gran parte del Mar Mediterraneo. L'Europa aiutava marginalmente Venezia che sosteneva da sola l'impari lotta profondendo con generosità tutti i suoi averi.
Il Senato aveva fatto voto di non cedere mai Candia, salvo non ci fosse nessun'altra possibilità e teneva fede a ciò detto: i mercati andavano in rovina, le casse dello Stato erano completamente vuote, moltissime famiglie erano costrette a mendicare per strada, migliaia di uomini morivano in guerra, ma Candia resisteva. Il Contarini sostenne più volte la patria con offerte ed incitamenti, diventando presto una specie di "padre" per i giovani nobili veneziani che, in molti casi, lo presero come modello di rettitudine e spirito: si dice che durante le udienze pubbliche molti s'alzassero esclamando a gran voce lodi per il suo portamento e la nobiltà del suo animo.
Il 6 settembre del 1669 il provveditore Francesco Morosini (poco amato dal Contarini che nell'agosto del 1661, di ritorno questi a Venezia dall'isola dove aveva comandato la piazzaforte, lo trattò freddamente e non fu felice quando gli venne rinnovato l'incarico nel 1667), famoso condottiero e poi doge degli anni Ottanta e Novanta di quel secolo, ridottisi i difensori a soli tremila contro forze spaventosamente superiori, con le mura distrutte e con pochissime case ancora in piedi, si vedeva costretto a firmare la resa.
Dopo venticinque anni di lotta la guerra era finita: Venezia aveva perso 190 milioni di ducati e oltre 30.000 uomini. Comunque anche i turchi non erano in condizioni migliori, avendo subito 80.000 perdite e avendo spesi svariati milioni in una impresa che doveva durare pochi mesi secondo le intenzioni originarie.
Il Contarini, vecchio ed acciaccato, partecipò marginalmente ai processi che si svolsero contro il Morosini ed i suoi collaboratori per aver ceduto la fortezza di Candia senza aver consultato il governo (1670). Nonostante questi tristi fatti, gli ultimi anni passarono lieti, soprattutto per via del matrimonio di suo nipote Angelo con Elena Nani, e per la nascita di Giulio Felice, nel 1671, che rese il Contarini bisnonno.
Poco altro accadde in un'epoca dove, dopo la fine della guerra, Venezia cercava soprattutto di ripristinare le rotte mercantili, ferme da parecchio tempo a seguito delle ostilità, e di pareggiare il bilancio, pesantemente in rosso.

## Eventi minori del suo dogado
- Ultime curiosità del suo dogato furono che proprio le sue figlie furono le prime nobildonne veneziane a portare scarpette al posto dei tradizionali zoccoli. Inoltre dal 1665 fece la sua comparsa la parrucca, vietata, con scarso effetto, dal 1668.
- Il Contarini, già vecchissimo, passò l'ultimo anno e mezzo di vita a letto, bloccato da un'emiparesi che gli impediva qualsiasi movimento.
- Fatto testamento il 24 gennaio del 1674, moriva il 26 gennaio del 1675, a quasi novanta (o novantaquattro) anni, rimpianto da molte persone.